# Bernardino De Vecchi
Bernardino De Vecchi (ur. 28 czerwca 1699 w Sienie, zm. 24 grudnia 1775 w Rzymie) – włoski kardynał.

## Życiorys
Urodził się 28 czerwca 1699 roku w Sienie. W młodości został referendarzem Trybunału Obojga Sygnatur i klerykiem Kamery Apostolskiej. 24 kwietnia 1775 roku został kreowany kardynałem diakonem i otrzymał diakonię San Cesareo in Palatio. Zmarł 24 grudnia 1775 roku w Rzymie.